# 長崎通常
長崎 通常（ながさき みちつね、? - 慶長3年（1598年））は、安土桃山時代の薩摩国島津氏の家臣。通称は六郎左衛門。諱は常通とも。父は長崎兵部少輔、子は長崎通泰。

## 生涯
通常は伊集院衆中で市来（現・鹿児島県いちき串木野市）に居住していたが、島津義久が文禄4年（1595年）に豊臣秀吉により強制的に隠居させられ富隈城に移ると、通常も富隈に移った。その後、慶長の役に参加し、泗川の戦いで功を上げた。
慶長3年（1598年）、豊臣秀吉の死により日本軍の撤収が決定し、露梁海戦を経て諸将が無事に脱出を果たした一方、島津勢の樺山久高ら500余名が潮流に流され、やむを得ず籠った南海島の南海倭城を敵船に取り囲まれる事態が発生する。島津義弘は伊勢貞昌・有馬重純・鮫島宗俊、更に五代友泰を派遣する。貞昌らは敵船の中を小舟で掻い潜りながら久高らの元へ辿り着くと、500余名を興善島へ密かに舟で脱出させるとした。通常は深野重張、平田平蔵らと共にこの舟奉行を仰せ付かる。舟は一艘につき4-6人が乗れる程度で、また三艘しかなく、これを度々往復させて送り出していたのであるが、通常と深野重張はその途中で釜山浦へその舟で逃亡した。結局、残る一艘のみが往復し全員を脱出させた。
その後、島津勢は日本へ戻る途中の壱岐国風本で、通常と重張を捜し出す。『本藩人物誌』では、両名は鮫島宗俊の検視の元で切腹したとするが、『征韓録』では首を刎ねられた（斬首刑）とする。通常の知行60石は召し上げとなり、子の通泰は長崎の姓を憚って一時期、旧井（うすい）氏を名乗っている。